# Szczecin
Szczecin (/ˈʂt͡ʂɛt͡ɕin/ (fil)) eller Stettin på svenska ([stɛˈtiːn]; tyskt uttal: [ʃtɛˈtiːn]) är en hamnstad vid floden Oder i nordvästra Polen och huvudort i Västpommerns vojvodskap. Stadskommunen hade 2018 cirka 403 900 invånare (727 000 inom hela storstadsområdet) och är därmed den största staden i vojvodskapet och Polens sjunde största stad, med administrativ powiatstatus. Szczecin är ett viktigt politiskt, kulturellt och ekonomiskt centrum för den nordvästra delen av landet, samt en universitetsstad och viktig transportknutpunkt. Genom staden flyter floden Oder, som här utvidgas till Dąbiesjön och norrut har förbindelse med Östersjön via Oderlagunen.
Under den senare delen av medeltiden var staden Stettin medlem av det mäktiga handelsförbundet Hansan. Stettin var huvudstad i Svenska Pommern under den svenska stormaktstiden, ingick senare i Preussen och Tyska riket och kom efter andra världskriget att tillhöra Polen.

## Geografi
Oder flyter från söder genom Szczecin. Floden, som i sitt mellersta lopp längre söder om Szczecin är gränsflod mot Tyskland, rinner i det nedre loppet omkring Szczecin helt på polskt territorium, då gränsen här löper en bit väster om floden. Oder mynnar i en bukt, som i norr har förbindelse med Östersjön nära hamnstaden Świnoujście (Swinemünde). Bukten – Oderlagunen (tyska: Stettiner Haff, polska: Zalew Szczeciński) – åtskiljs från Östersjön genom öarna Usedom och Wolin. Omedelbart nordost om staden ligger Dąbiesjön eller Dammsjön (polska: Jezioro Dąbie, tyska: Dammscher See), en insjö som bildar en utvidgning av Oder strax före dess utlopp i Oderlagunen.
Szczecins Gamla stad ligger vid den historiska hamnen på västra sidan av Oders västra fåra, och utgör tillsammans med den omgivande Nya staden stadens historiska innerstad. Staden växte kraftigt i samband med industrialiseringen och utvidgades med ett stort antal kringliggande kommuner 1939, då bland annat den gamla hansestaden Altdamm (idag stadsdelen Dąbie) på östra sidan av Oder införlivades med stadskommunen. Ytterområdena uppvisar fortfarande tydliga spår av den gamla bystrukturen, är glesare bebyggda än stadskärnan med isolerade villa- och hyreshusområden och utgörs även till viss del av jordbruksmark.

## Administrativ indelning

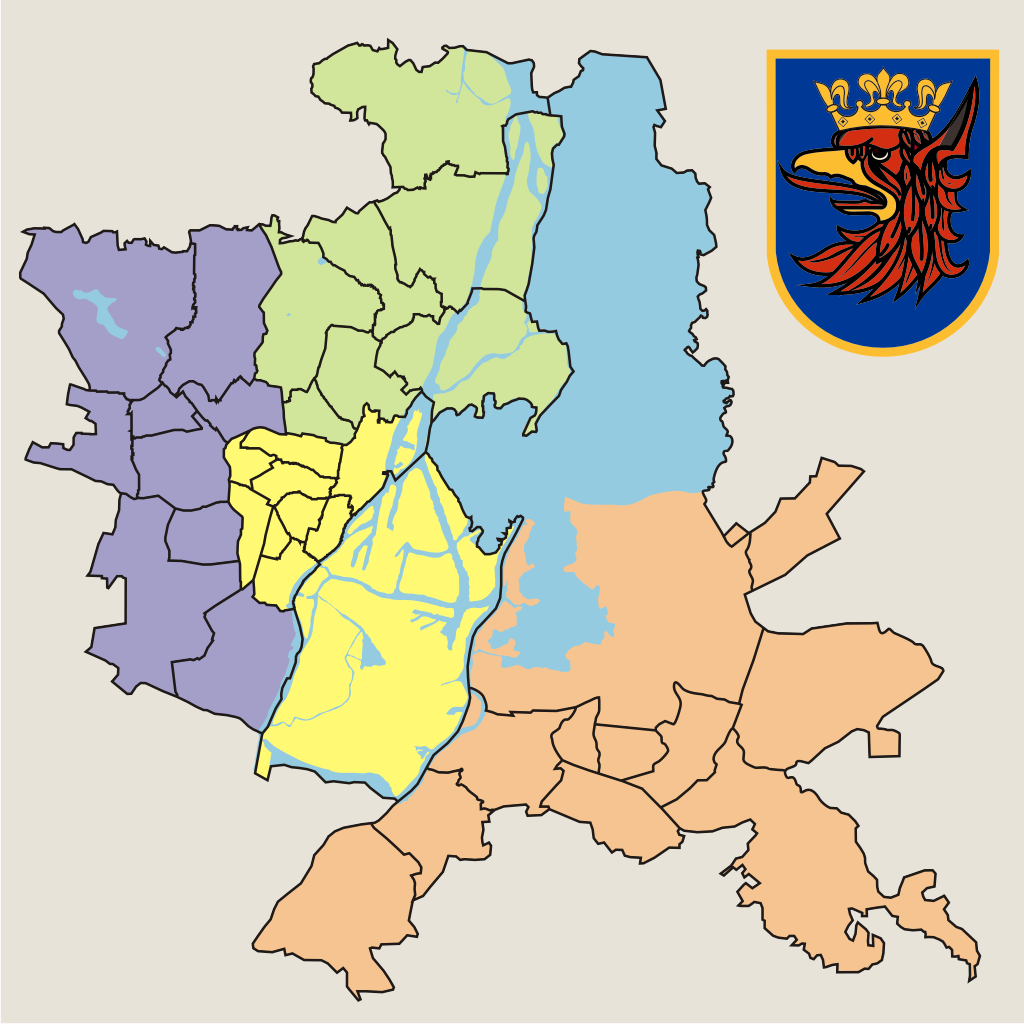
Szczecins 37 stadsdelar, fördelade på 4 stadsdelsområden: Śródmieście (Innerstaden) i gult, Zachód (Väst) i lila, Północ (Norr) i grönt och Prawobrzeże (Högra stranden) i rosa.

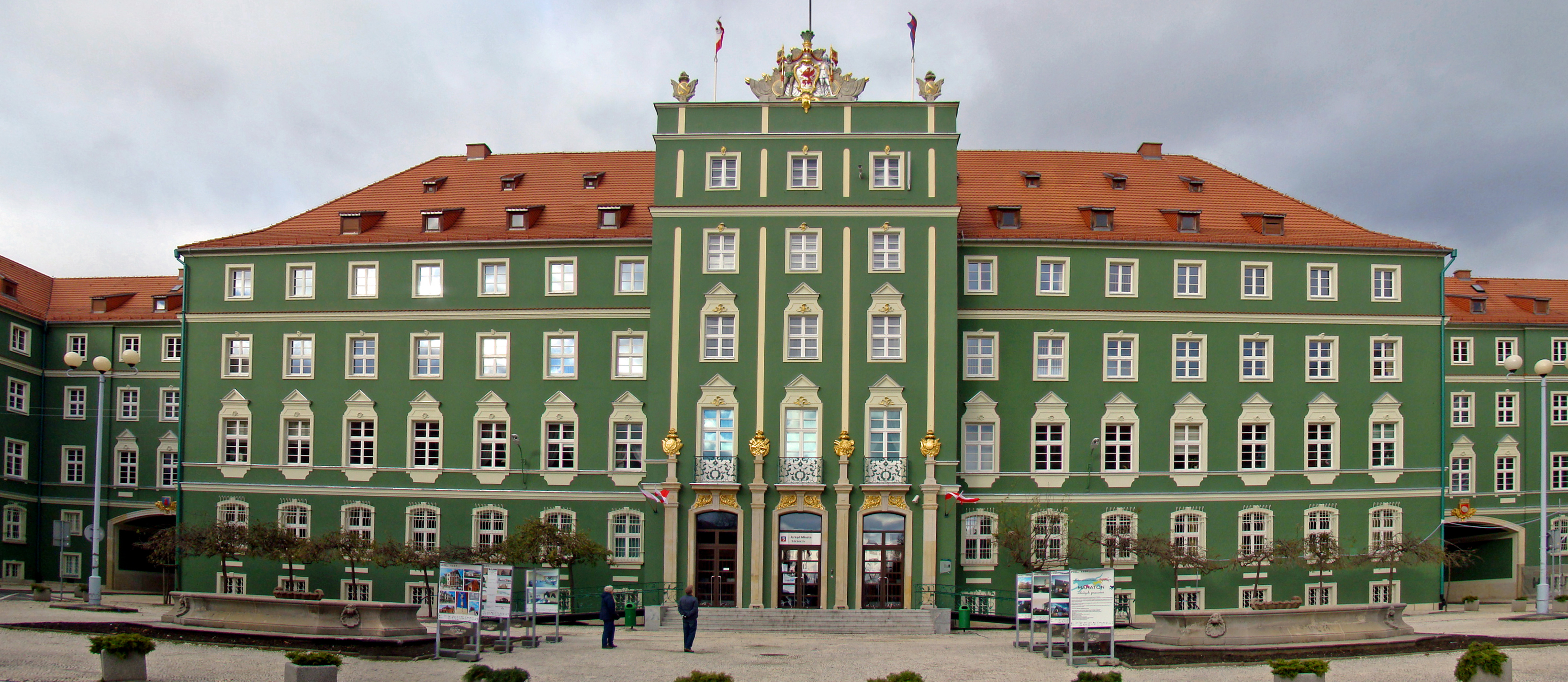
Szczecins stadshus, ursprungligen uppfört som regeringsbyggnad för provinsen Pommern.

Szczecin indelas i fyra stadsdelsområden: Śródmieście (Innerstaden), Północ (Norr), Zachód (Väst) och Prawobrzeże (Högra stranden), med 37 stadsdelar (osiedla).
| Stadsdel                                | Invånare | Stadsdelsområde | Platser i stadsdelsfullmäktige |
| --------------------------------------- | -------- | --------------- | ------------------------------ |
| Arkońskie-Niemierzyn                    | 11 703   | Zachód          | 15                             |
| Bukowe-Klęskowo                         | 14 261   | Prawobrzeże     | 15                             |
| Bukowo                                  | 3 591    | Północ          | 15                             |
| Centrum                                 | 21 252   | Śródmieście     | 21                             |
| Dąbie                                   | 13 266   | Prawobrzeże     | 15                             |
| Drzetowo-Grabowo                        | 17 184   | Śródmieście     | 15                             |
| Głębokie-Pilchowo                       | 1 232    | Zachód          | 15                             |
| Golęcino-Gocław                         | 3 442    | Północ          | 15                             |
| Gumieńce                                | 19 048   | Zachód          | 15                             |
| Kijewo                                  | 3 124    | Prawobrzeże     | 15                             |
| Krzekowo-Bezrzecze                      | 3 590    | Zachód          | 15                             |
| Łękno                                   | 3 533    | Śródmieście     | 15                             |
| Majowe                                  | 7 820    | Prawobrzeże     | 15                             |
| Międzyodrze-Wyspa Pucka                 | 1 111    | Śródmieście     | 15                             |
| Niebuszewo                              | 17 678   | Północ          | 15                             |
| Niebuszewo-Bolinko                      | 22 657   | Śródmieście     | 21                             |
| Nowe Miasto (Nya staden)                | 7 969    | Śródmieście     | 15                             |
| Osów                                    | 3 328    | Zachód          | 15                             |
| Płonia-Śmierdnica-Jezierzyce            | 3 911    | Prawobrzeże     | 15                             |
| Podjuchy                                | 9 063    | Prawobrzeże     | 15                             |
| Pogodno                                 | 25 713   | Zachód          | 21                             |
| Pomorzany                               | 22 186   | Zachód          | 21                             |
| Skolwin                                 | 3 328    | Północ          | 15                             |
| Słoneczne                               | 14 088   | Prawobrzeże     | 15                             |
| Stare Miasto (Gamla staden)             | 4 902    | Śródmieście     | 15                             |
| Stołczyn                                | 4 542    | Północ          | 15                             |
| Śródmieście-Północ (Norra innerstaden)  | 12 665   | Śródmieście     | 15                             |
| Śródmieście-Zachód (Västra innerstaden) | 16 256   | Śródmieście     | 15                             |
| Świerczewo                              | 17 017   | Zachód          | 15                             |
| Turzyn                                  | 20 736   | Śródmieście     | 21                             |
| Warszewo                                | 7 184    | Północ          | 15                             |
| Wielgowo-Sławociesze                    | 3 687    | Prawobrzeże     | 15                             |
| Załom                                   | 3 657    | Prawobrzeże     | 15                             |
| Zawadzkiego-Klonowica                   | 13 091   | Zachód          | 15                             |
| Zdroje                                  | 8 868    | Prawobrzeże     | 15                             |
| Żelechowa                               | 14 013   | Północ          | 15                             |
| Żydowce-Klucz                           | 2 455    | Prawobrzeże     | 15                             |

## Historia

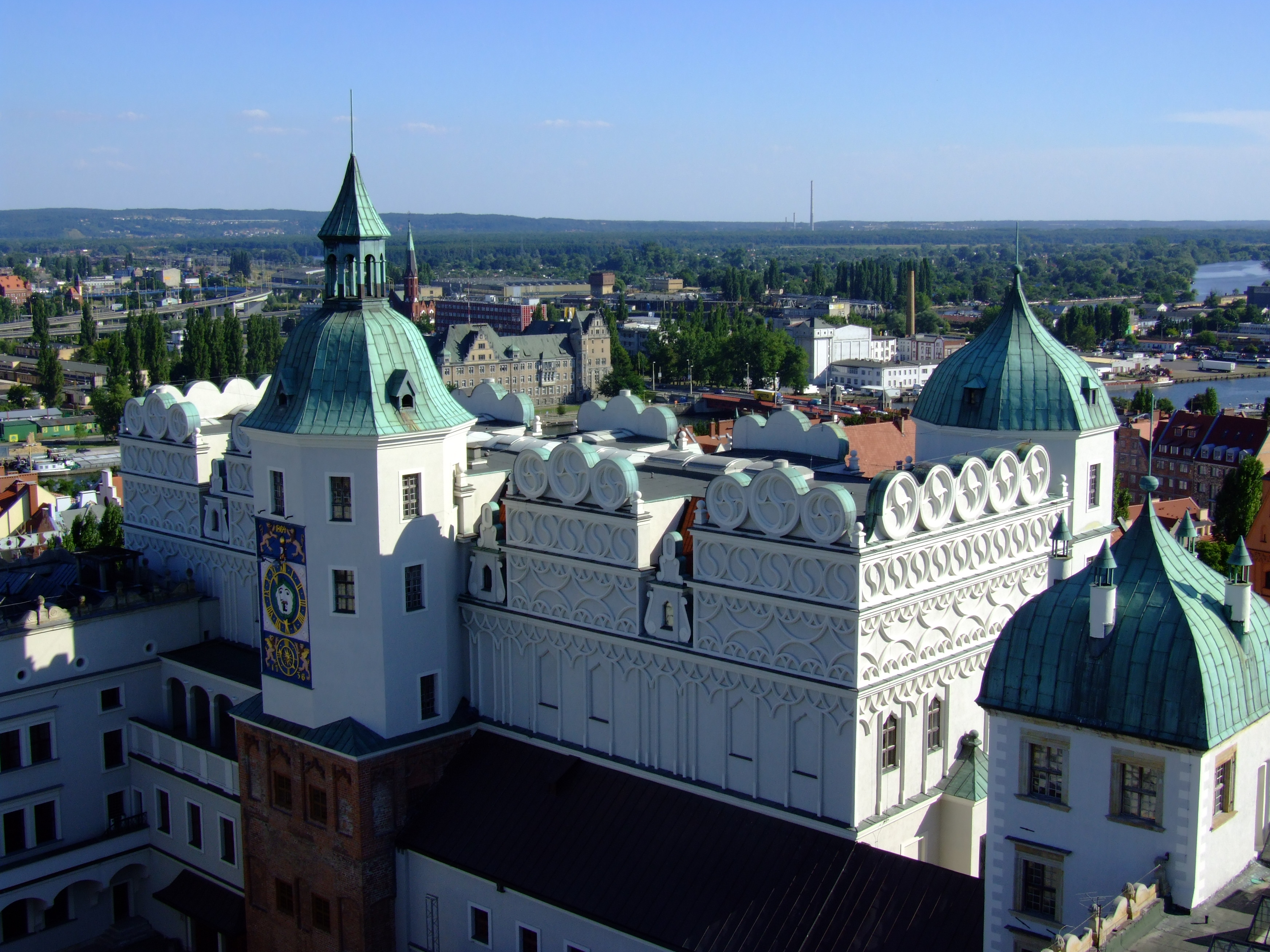
Szczecins slott.

### Förhistoria
Pommern och regionen omkring floden Oders mynning är befolkade sedan stenåldern. Enligt Tacitus och moderna historiker, bodde under romersk tid en östgermansk stam, rugierna, i regionen, men huruvida en större bosättning då fanns på platsen för dagens Szczecin är mer osäkert då de arkeologiska spåren är glesa.[källa behövs] Rugierna lämnade området på 400-talet under folkvandringstiden. 

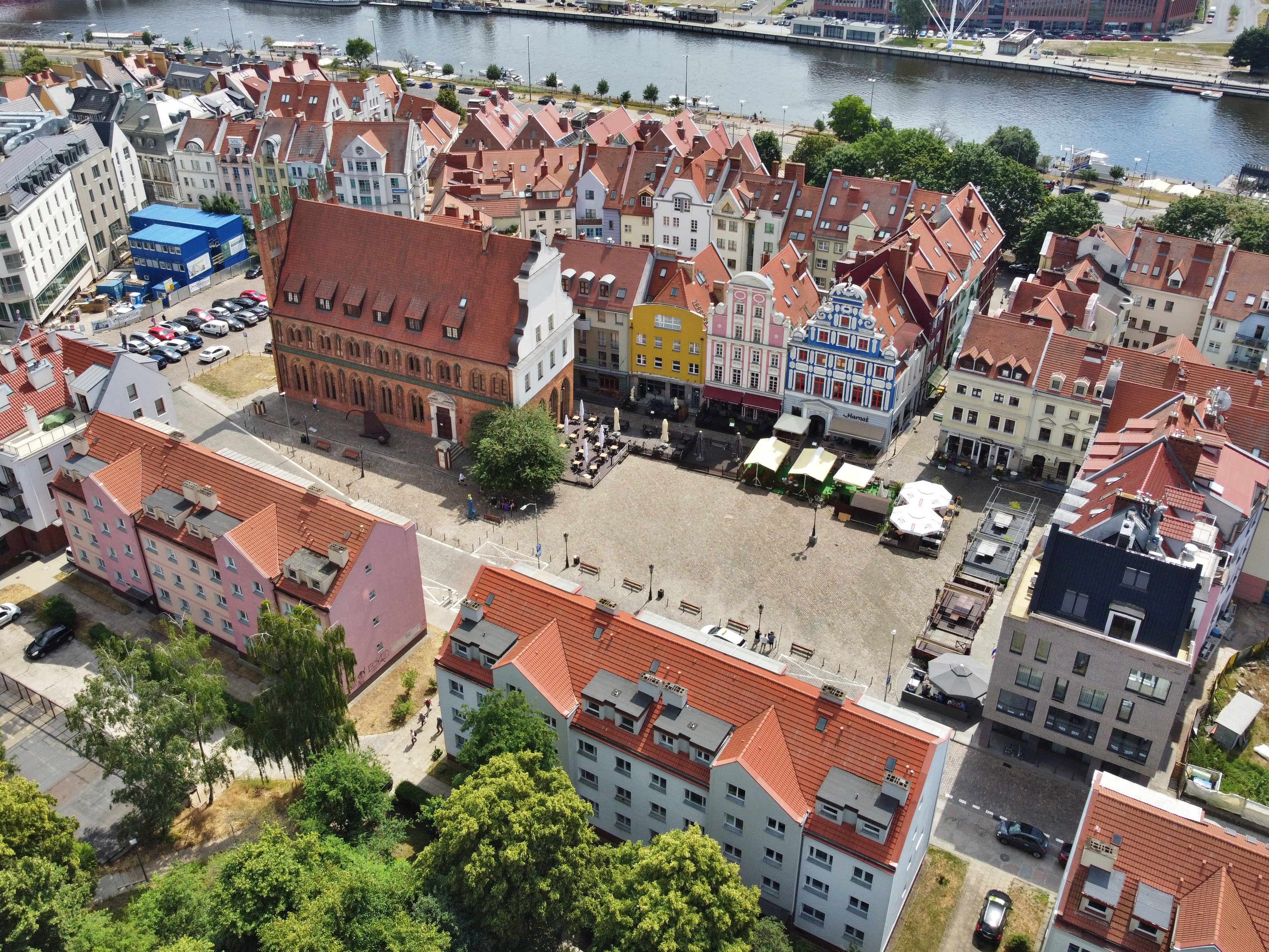
Stora delar av Gamla Stan återuppbyggdes eller renoverades under 1990-talets senare hälft.

### Ortnamnets historia
I de första dokumenterade omnämnandena av orten 1123 och 1140 kallas den Stetin; namnet tros komma från en slavisk rot men den exakta betydelsen är omdebatterad. Från 1400-talet och framåt förekommer stavningen med dubbelt t som snart blev den brukliga. Staden kallades även från 1300-talet för Alten-Stettin för att särskilja den från Neustettin (polska: Szczecinek) som grundades 1310.  Fram till början av 1800-talet förekom formerna Alt-Stettin, Altstettin och Stettin parallellt , innan man övergav den längre formen till förmån för det nuvarande Stettin på tyska.  Efter andra världskrigets tvångsförflyttningar av den tysktalande befolkningen blev stadens befolkning huvudsakligen polsktalande, och den polska namnformen Szczecin är sedan 19 maj 1946 stadens officiella namn på polska. Szczecin används idag internationellt parallellt med den äldre ursprungliga namnformen Stettin. På bland annat tyska, danska och svenska är dock den tyska namnformen fortfarande allmänt i bruk . På svenska har staden också historiskt namngivits som Stättin eller Stetin, innan Stettin blev den svenska etablerade namnformen.

### Medeltiden

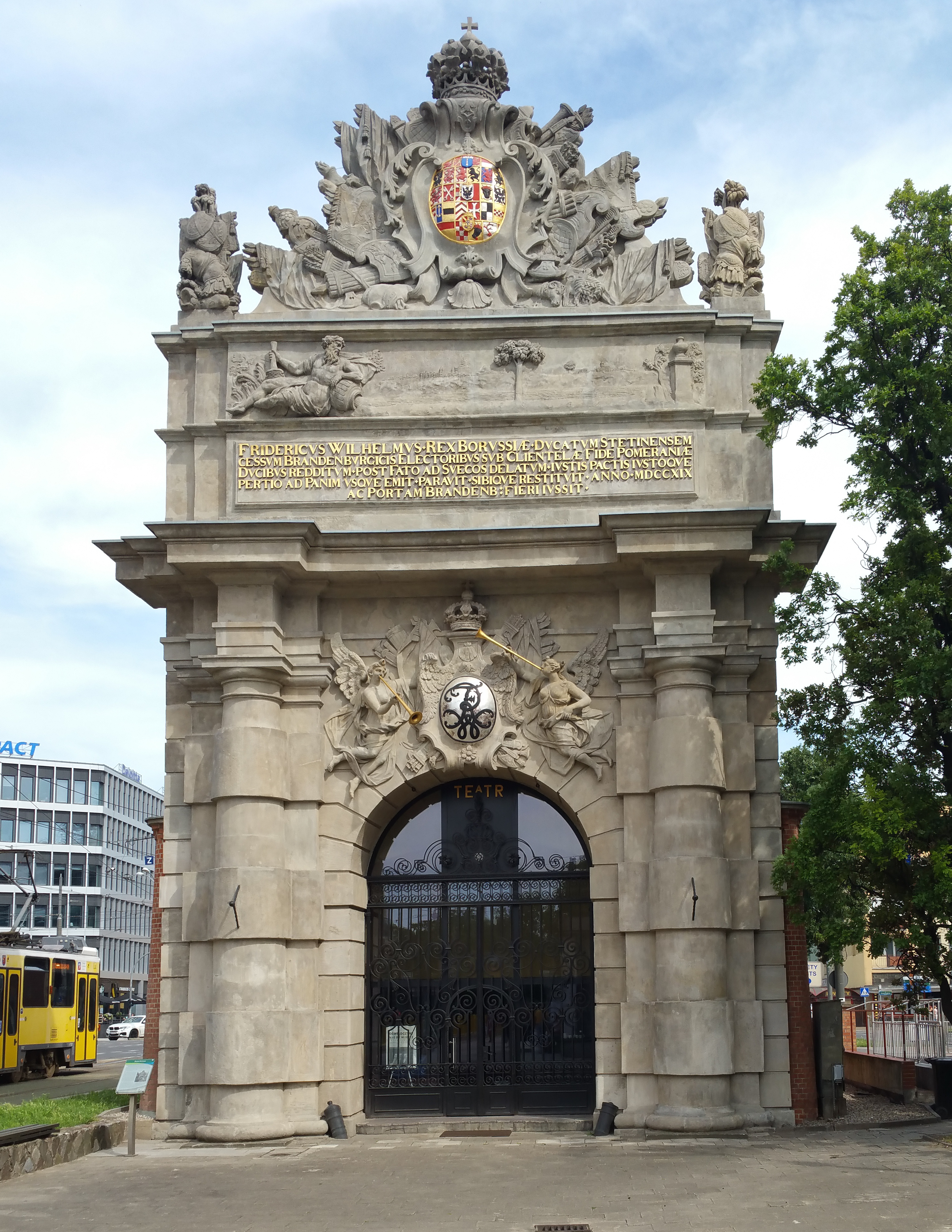
Berliner Tor, minnesmonument från då Sverige sålde Stettin till Preussen 1720.

Szczecin ligger i den västra delen av det historiska landskapet Pommern, på tyska benämnt Vorpommern. Vorpommerns största del ligger idag i Mecklenburg-Vorpommern i Tyskland, medan den mindre polska delen av Vorpommern tillsammans med Hinterpommern utgör den region som i Polen benämns Västpommern.
Stadens belagda förhistoria går tillbaka till 700–900-talet, då de äldsta arkeologiska spåren av en fast bosättning är från denna tid. På den plats där slottet ligger idag fanns en slavisk bosättning. I slutet av 900-talet blev orten del av Polen, och år 1005 blev Pommern med Szczecin ett separat hertigdöme under polsk länsöverhöghet. Under denna tid kristnades den lokala befolkningen. Perioden av polsk suveränitet över Vorpommern och Szczecin varade cirka 60 år. År 1173 intogs och förstördes borgen av danska trupper. 1190 anlades en ny borg på platsen och den danska överhögheten över de pommerska hertigarna varade fram till 1227, då Valdemar Sejrs nederlag i slaget vid Bornhöft mot de nordtyska furstarna medförde att territorierna längs den södra Östersjökusten frigjorde sig från den danska kronan. Istället kom de lokala hertigarna av huset Grip att öka sitt inflytande, med början under Barnim I av Pommerns långa regering i mitten av 1200-talet.

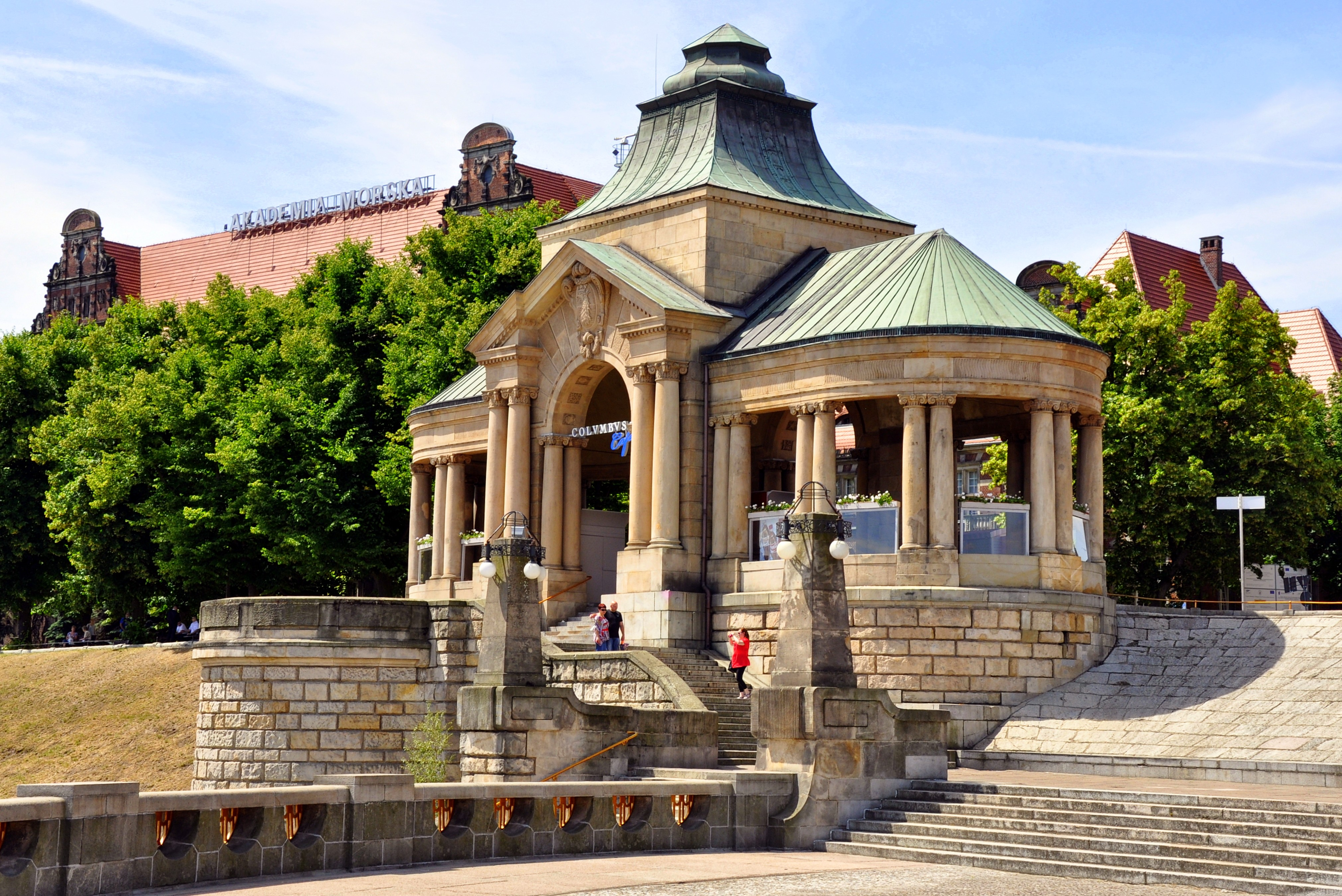
Wały Chrobrego, boulevarder vid floden

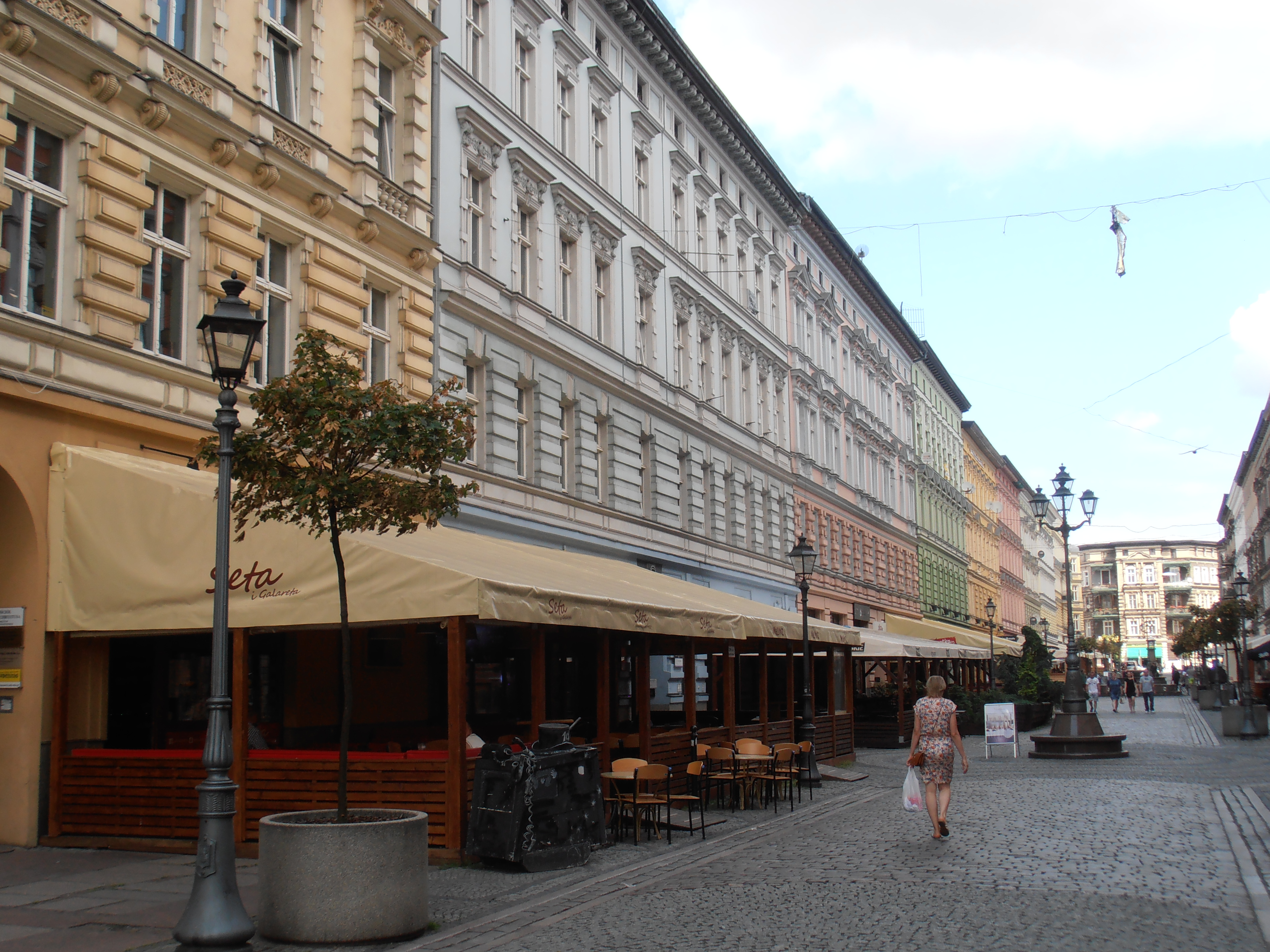
Centrum

Under 1200-talet skedde en organiserad inflyttning av tysktalande bosättare till Pommern, och dessa kom snart att utgöra majoriteten av städernas handelsmän och hantverkare. Staden Stettin fick sina stadsrättigheter av Barnim I av Pommern år 1243 enligt en version av Magdeburgrätten och blev 1278 medlem av det mäktiga handelsförbundet Hansan. Hertig Otto I av Pommern gjorde Stettin till hertigdömets huvudstad i början av 1300-talet och lät grundlägga en borg 1309. Hans efterföljare hertig Barnim III av Pommern kom i konflikt med stadens borgerskap om rätten till marken där det nuvarande slottet står; efter konfliktens lösning 1346 påbörjades bygget av det nuvarande slottet.

### Nya tiden och reformationen

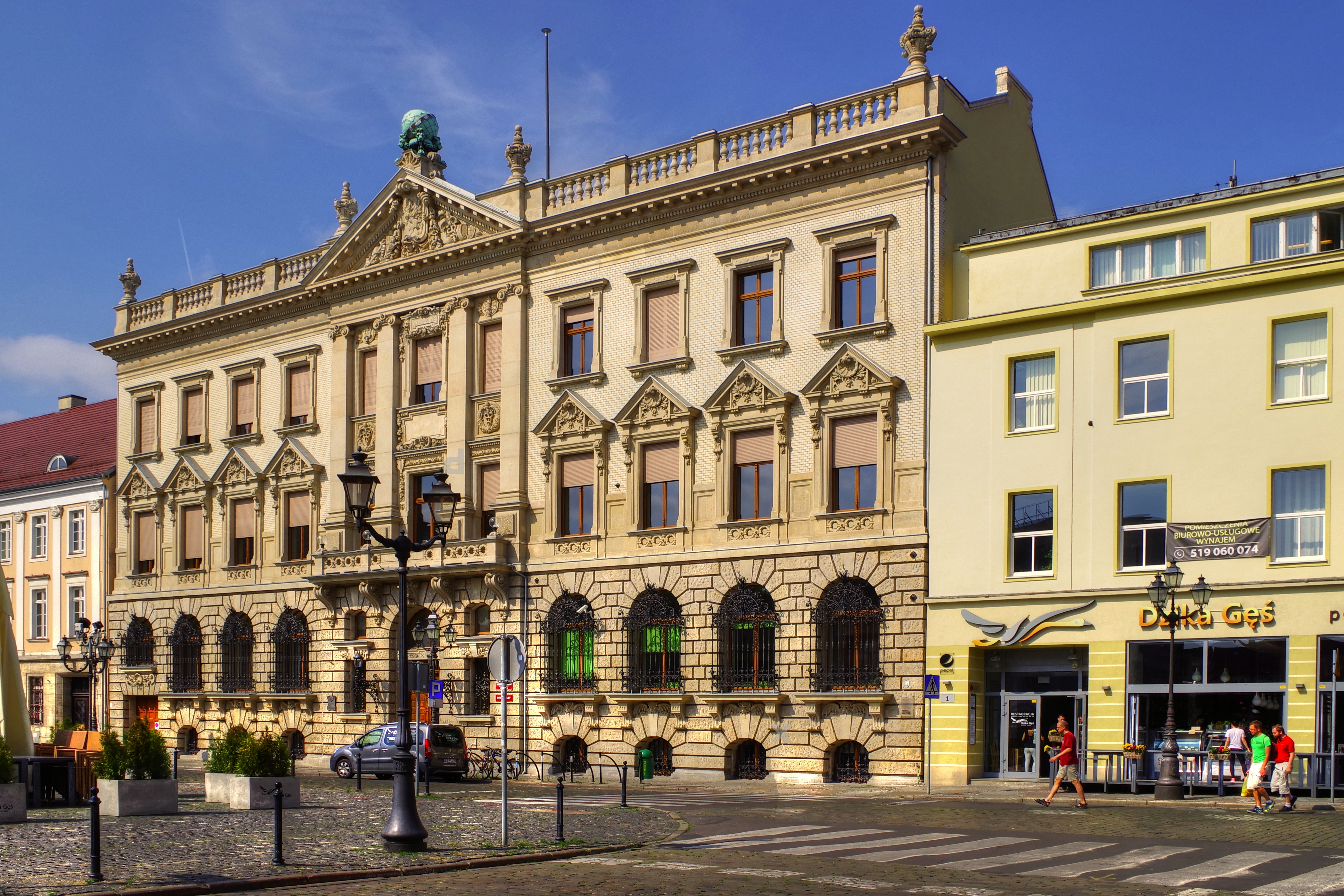
Palatset under globen

Reformationen infördes i staden och Pommern under hertig Barnim IX:s regering i mitten av 1500-talet och hertigen lät även grunda Pädagogium, som i 400 år kom att bli en av Pommerns viktigaste utbildningsinstitutioner, sedermera under namnet Marienstiftsgymnasium. Den 13 december 1570 slöts i staden freden i Stettin, den fred som gjorde slut på Nordiska sjuårskriget mellan Sverige och Danmark.

### I Svenska Pommern (1630–1720)
Under trettioåriga kriget besattes Stettin 1630 av svenska trupper och hölls sedan besatt fram till fredsslutet 1648. Åren 1648–1720, från Westfaliska freden till och med freden i Stockholm, var Stettin huvudstad i Svenska Pommern. Den var således en del av Sverige under nästan hela stormaktstiden. De svenska generalguvernörerna hade sitt säte här. Drottningens livregemente till fots, sedermera Fusiler Regiment (Pommerches) 34 Viktoria von Schweden, var stationerat i Stettin fram till 1919 då regementet upplöstes.

### Under Preussen och Tyskland (1720–1945)
I och med freden i Stockholm blev staden från 1720 preussisk, från 1871 fram till 1945 därigenom en del av Kejsardömet Tyskland, Weimarrepubliken och Nazityskland. Genom de stora administrativa reformerna i Preussen efter Napoleonkrigen blev staden 1815 huvudort i den då bildade provinsen Pommern, samt i Regierungsbezirk Stettin som utgjorde mellersta delen av provinsen omkring Oders mynning.
År 1939 utvidgades staden med flera grannkommuner i samband med bildandet av "Stor-Stettin" (Groß Stettin), bland dessa Pölitz och den dittills självständiga historiska hansestaden Altdamm, idag stadsdelen Dąbie på östra sidan av Oder.
Szczecins synagoga förstördes i samband med Kristallnatten i november 1938, ruinerna finns fortfarande kvar i centrum – övervuxna med gräs. Omkring tusen judar deporterades från staden till de polska ockuperade områdena i början av andra världskriget. I samband med ett större bombanfall 1944 från det brittiska RAF Bomber Command förstördes den gamla staden och hamnen till 90 procent och övriga stadsdelar till 70 procent. Staden ockuperades av Röda armén 26 april 1945 och polska myndigheter tog kontroll över staden. Enligt Jaltakonferensen var det tänkt att polsk-tyska gränsen skulle dras öster om Stettin och Röda armén kastade därmed ut de polska ämbetsmännen från staden. Röda armén tillsatte i maj 1945 Erich Wiesner (SED) som borgmästare över staden. Samtidigt under tiden ökade stadens tyska befolkning kraftigt, då många hade flytt eller blivit tvångsförflyttade till Stettin, när Östpreussen, Västpreussen och Hinterpommern skulle ställas under "tillfällig" polsk/sovjetisk förvaltning. Många tyskar stannade kvar i staden i förhoppning att det skulle bli en del av Östtyskland, då staden ligger på västra sidan av Oder.

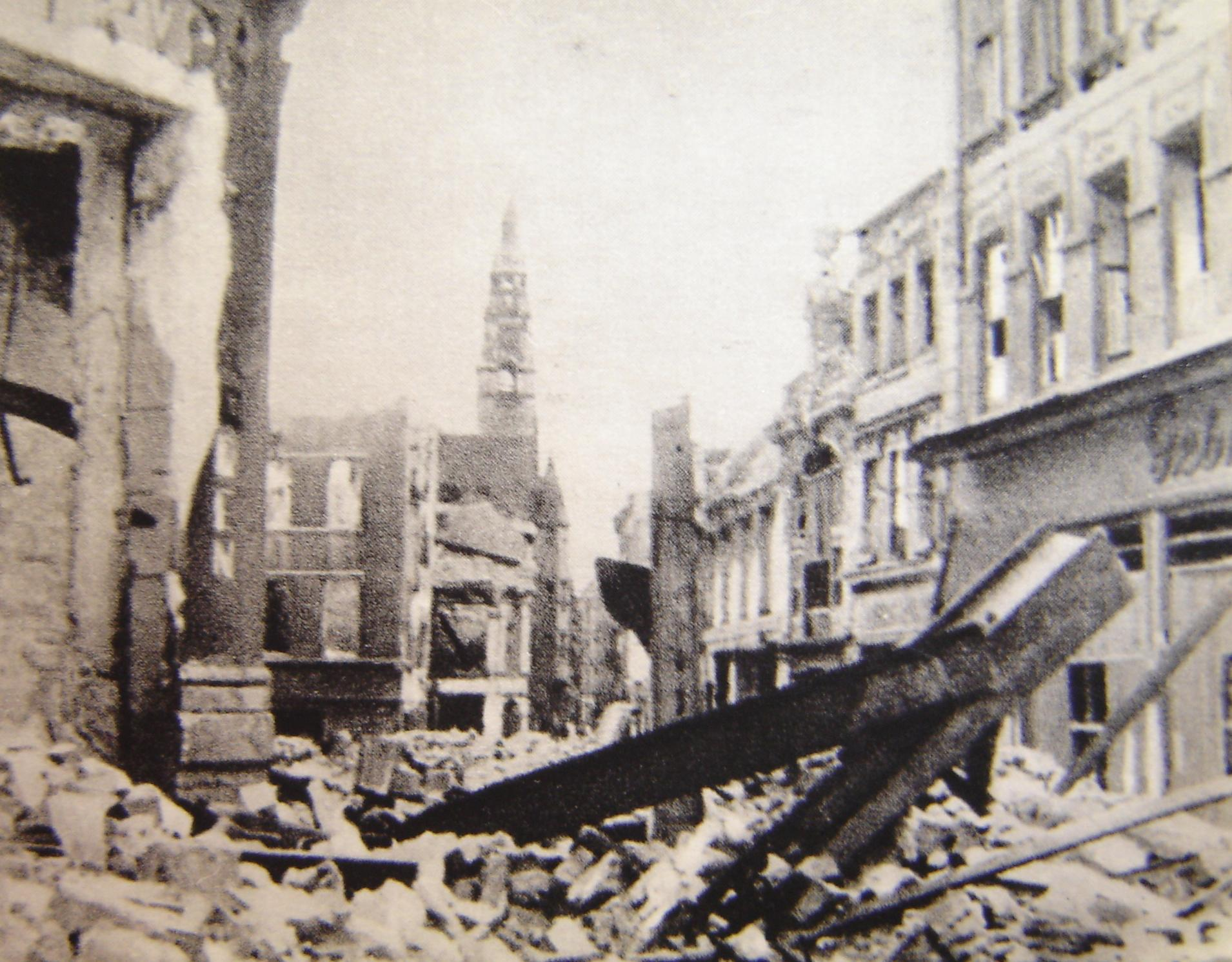
Vy från stadens sönderbombade centrum vid krigsslutet 1945.

### Polsk historia
Vid Potsdamkonferensen år 1945 beslutade man att gå emot det ursprungliga förslaget och istället dra Oder-Neisse linjen väster om Stettin och Swinemünde, så att städerna skulle tillfalla Polen, detta då före detta norra Ostpreussen med staden Königsberg (nuvarande Kaliningrad) kom under rysk/sovjetisk kontroll istället för polsk. År 1947 ställdes därmed staden tillsammans med övrigt tyskt område öster om Oder-Neisse-linjen, under tillfällig polsk förvaltning. Den huvudsakligen tysktalande befolkningen i den till stor del sönderbombade staden fördrevs 1946–1949 och ersattes under slutet av 1940-talet och 1950-talet av polsktalande inflyttade från andra delar av Polen och Sovjetunionen. Vidare bytte stadens myndigheter officiellt stadens namn, från den tyska namnformen Stettin till den polska namnformen Szczecin, i likhet med andra tidigare tyska städer i Polen. År 1990 ingicks ett fördrag mellan den tyska förbundsrepubliken och Polen varigenom Tyskland avsade sig alla territoriella anspråk på de avträdda områdena.
Stettin/Szczecin har ett strategiskt läge nära Oders utlopp i Östersjön. Staden figurerade som en ny viktig gränsstad i Winston Churchills tal från 1946, där han populariserade begreppet järnridån:
| ”                          | Från Stettin vid Östersjön till Trieste vid Adriatiska havet har en järnridå sänkts över kontinenten. | „ |
| – Winston Churchill, 1946. | |   |

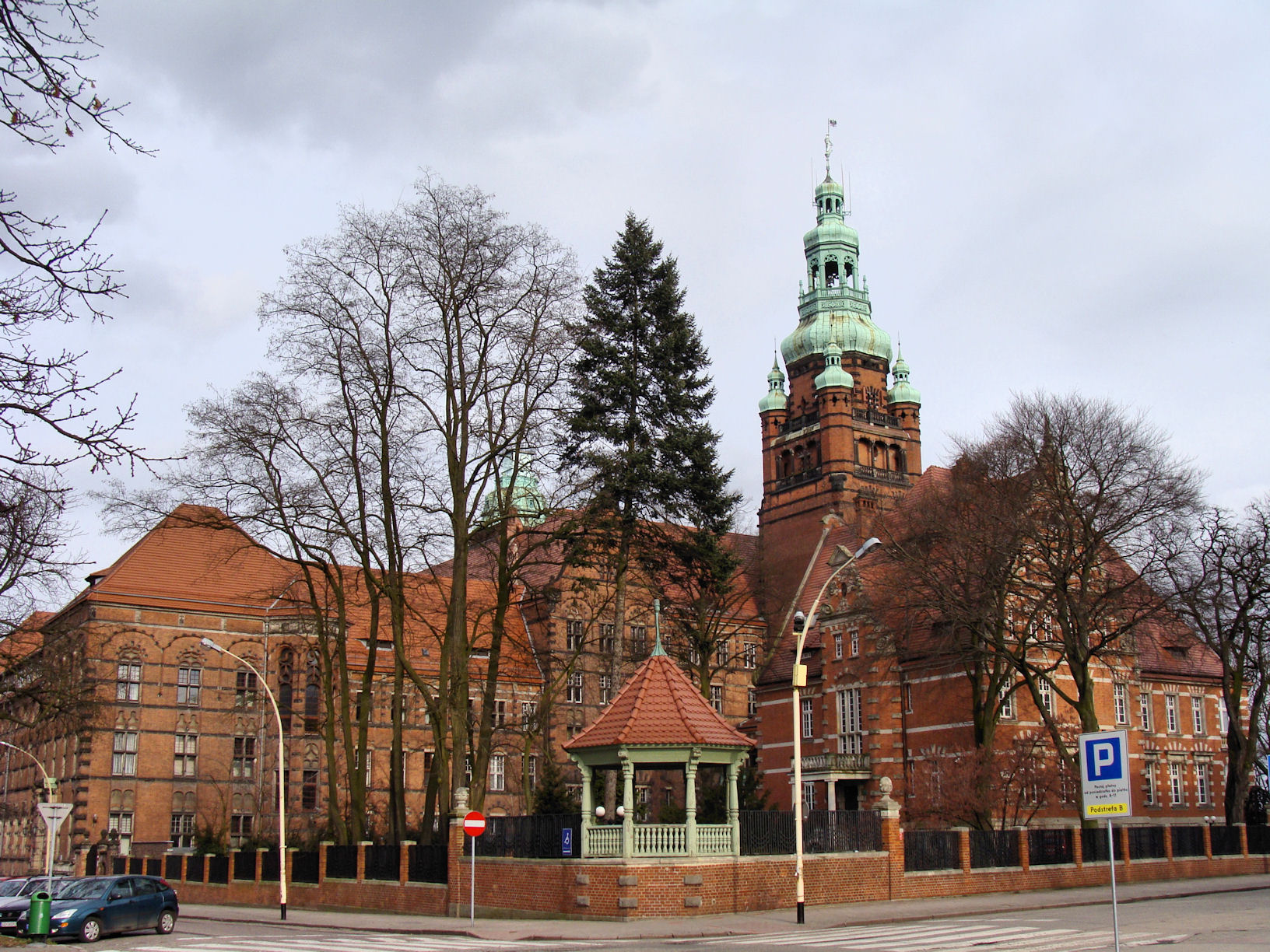
Historiska rådhuset, symbol för staden

Szczecins industri och hamn återuppbyggdes efter kriget, och staden blev administrativt centrum för Szczecins vojvodskap. Hamnen förblev under sovjetisk kontroll fram till 1955, då den överlämnades till polska myndigheter. Szczecins varvsindustri kom tillsammans med Gdańsk att bli ett centrum för arbetarprotester mot den kommunistiska regeringen, med stora protester 1970 samt augustistrejkerna 1980, i samband med bildandet av fackföreningen Solidaritet (Solidarność). Nya strejker 1988–1989 i bland annat Szczecin ledde fram till rundabordssamtalen i Warszawa i februari 1989, då processen mot fria demokratiska val i Polen inleddes.
1972 blev Szczecins återuppförda S:t Jakobskyrka biskopssäte för det då nyinrättade Szczecins katolska stift. Stadens pedagogiska högskola ombildades till Szczecins universitet 1984. Sedan de polska administrativa reformerna 1999 är staden huvudstad för det då nybildade Västpommerns vojvodskap, och utgör inom detta ett självständigt stadsdistrikt med powiatstatus.

### Svenska beskickningar
Dittillsvarande svenska handelsagenturen i Stettin omvandlades 1815 till konsulat. Det upphöjdes 1841 till generalkonsulat samt blev åter konsulat perioden 1906–1945. Efter stadens inlemmande i Polen efter andra världskriget inrättades 1948 ett lönat konsulat; befattningen som konsul eller konsularagent upprätthölls tidvis av den svenske sjömansprästen. Detta är ett honorärkonsulat sedan 1998.

## Kultur och sevärdheter

### Byggnadsminnen

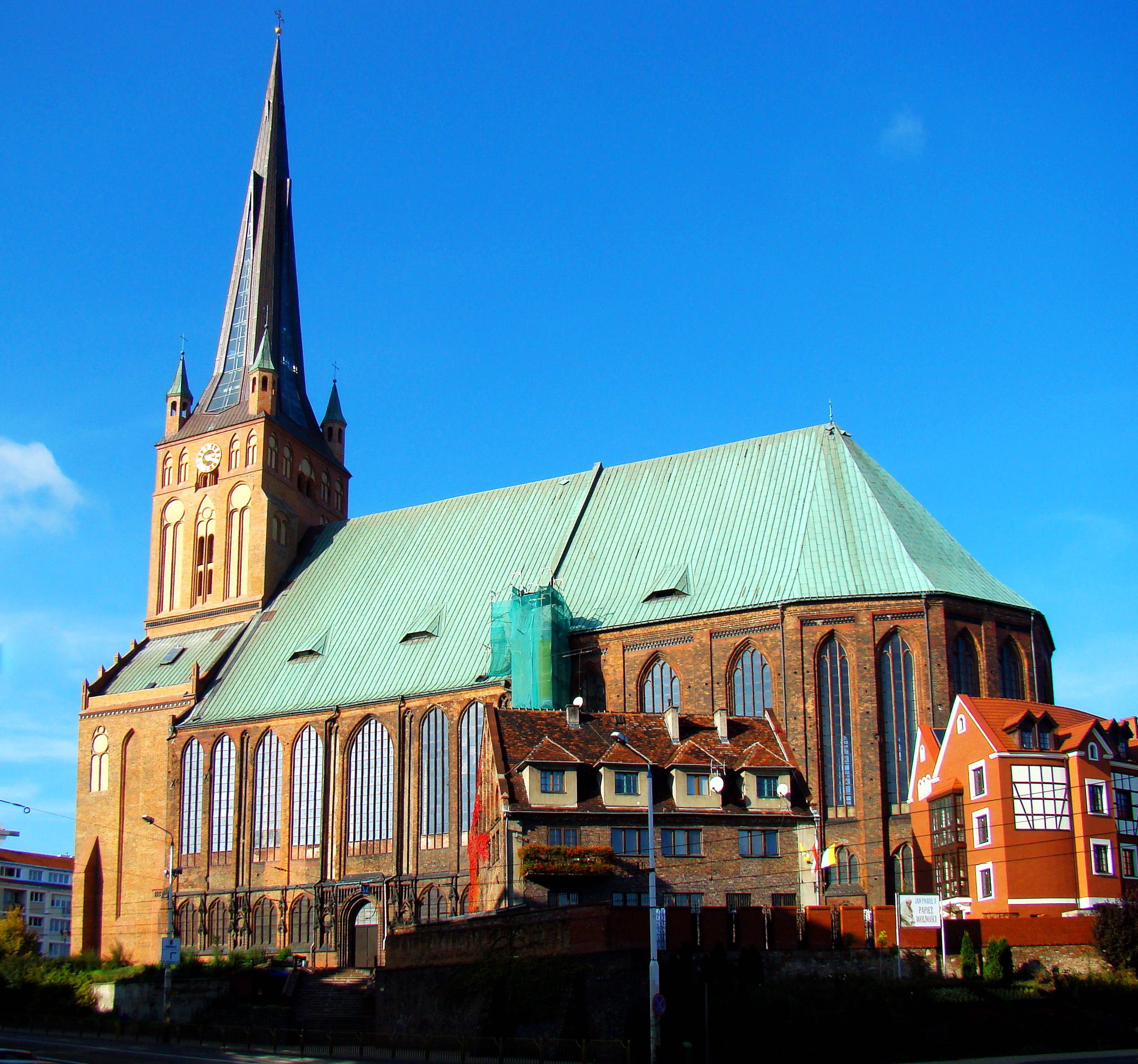
Sankt Jakobskatedralen

Stora delar av stadskärnan förstördes under andra världskriget och de förstörda delarna har endast till mindre del rekonstruerats under efterkrigstiden, för att istället ersättas av modernare bebyggelse. Av den äldre medeltida bebyggelsen omkring hamnen i Gamla staden förstördes 90 procent och endast vissa rester har återuppbyggts, bland annat slottet, det medeltida rådhuset och Sankt Jakobskyrkan som idag är stadens domkyrka. Sedan 1990-talet har bebyggelsen omkring rådhuset och det medeltida marknadstorget delvis återskapats i historiskt inspirerad stil.
Sevärdheter är bland annat Szczecins slott (även kallat de Pommerska hertigarnas slott), Gamla Stan, Waly Chrobrego (tyska Hakenterrasse), en triumfbåge från 1700-talet (Brama Portowa) samt ett Bismarckstorn. Det finns även ett nytt köpcentrum vid namn Galaxy i staden.
Här finns också en av världens äldsta i bruk varande biografer med oavbrutna filmvisningar sedan 1907; dagens namn är Kino Pionier ("Pionjär").

## Utbildning
Universitetet i Szczecin grundades 1984 och är med över 33 000 studenter (2011) den största högskolan i Västpommerns vojvodskap.

## Kommunikationer

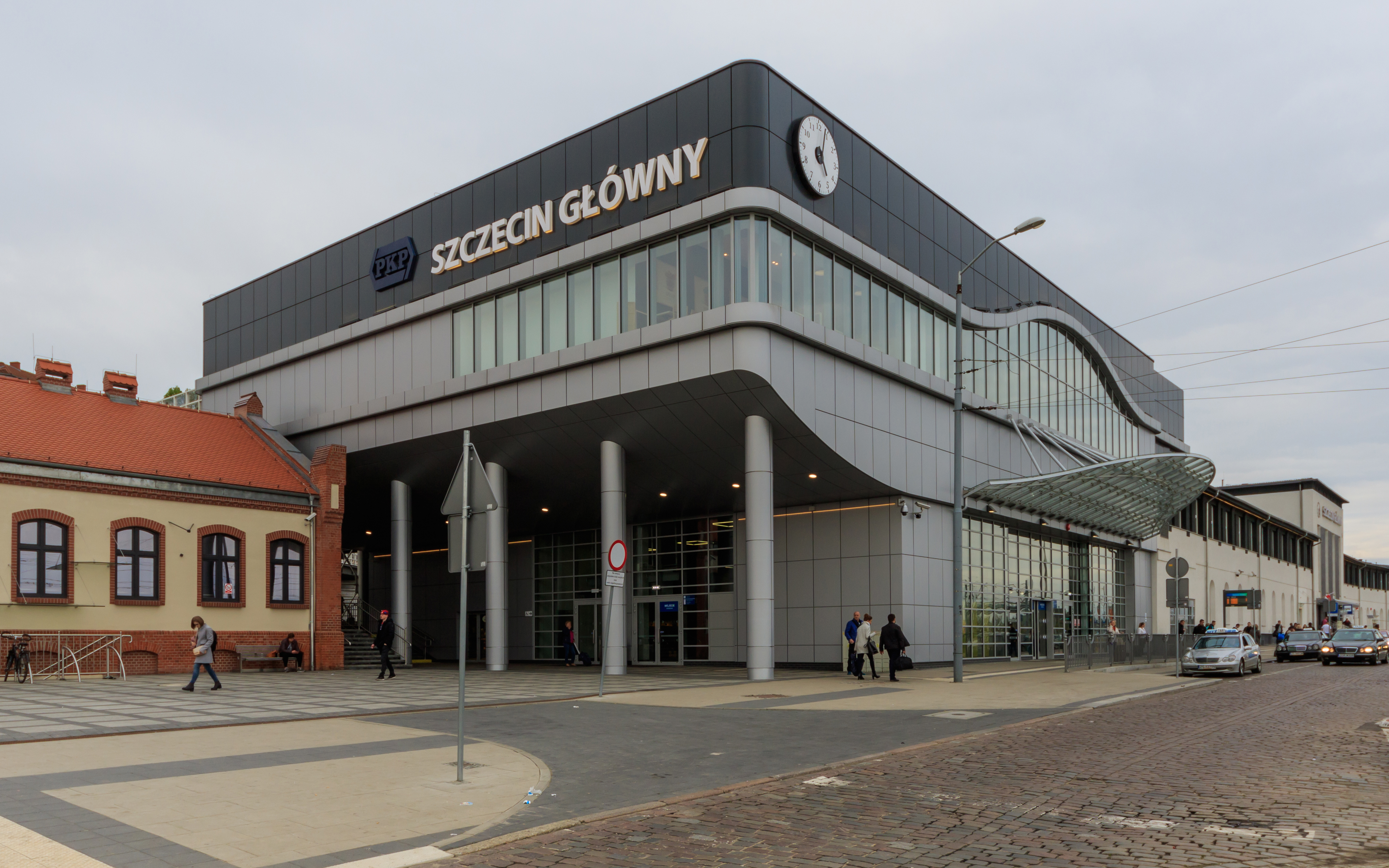
Centralstationen, Szczecin Główny.

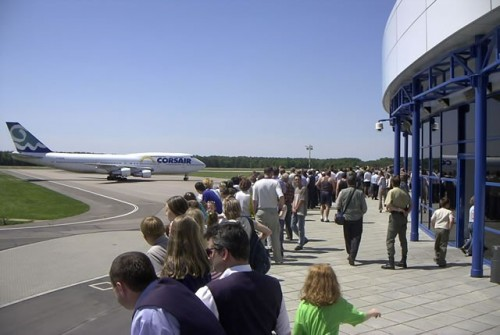
Szczecin-Goleniów Solidaritet-flygplatsen.

Stadens spårvägsnät är omfattande och bildar stomlinjerna i lokaltrafiken.
Motorvägen A6 löper förbi Szczecin västerut mot Berlin. Motorvägen är även känd under namnet Berlinka, som byggdes i slutet på 30-talet till Stettin. Dessutom passerar de polska nationella vägarna DK3 och DK13 staden.
Staden har en internationell flygplats, Szczecin-Golenióws flygplats (SZZ), belägen utanför grannstaden Goleniów. Flygplatsen har huvudsakligen lågprisflyg till europeiska destinationer samt reguljärt inrikesflyg med LOT till Warszawa.
Szczecin-Świnoujścies hamn är Polens näst största hamn och sköter huvuddelen av sjötransporterna till och från västra Polen. I hamnen sker omlastning mellan havsgående sjöfart och flodtrafiken på Oder. Färjetrafiken på omkring 740 000 passagerare årligen utgår huvudsakligen från Świnoujście. Före 1945 var hamnen även en viktig utförselhamn för industrier i Berlin-regionen i Tyskland.
Staden har internationella järnvägsförbindelser över den tyska gränsen som trafikeras av Deutsche Bahn, mot Berlin via Angermünde och mot Lübeck via Pasewalk. Inrikes järnvägsförbindelser som trafikeras av PKP finns mot Wrocław via Zielona Góra, mot Warszawa via Poznań, mot Koszalin via Stargard och mot Gdańsk via Kołobrzeg.

## Befolkningsutveckling
(avrundat till hela tusental)
Källor:  (2010)

## Kända Stettin/Szczecinbor
Följande personer föddes i Szczecin:
- Chava Alberstein (född 1947), israelisk sångerska och skådespelerska.
- Alfred Döblin (1878–1957), tysk författare.
- Heinrich George (1893–1946), tysk skådespelare.
- Hermann Grassmann (1809–1877), tysk matematiker.
- Theodor Hildebrandt (1804–1874), tysk konstnär.
- Michael Holm (född 1943), tysk schlagersångare.
- Jackie Jakubowski (född 1951), polsk-svensk journalist.
- Katarina II av Ryssland (1729–1796), Katarina den stora, född Sophie Friederike Auguste av Anhalt-Zerbst, kejsarinna av Ryssland.
- Magnus Lagerström (1691–1759), direktör för Svenska Ostindiska kompaniet.
- Eduard Ludendorff (1790–1824), svensk köpman och bankir.
- Dita Parlo (1906–1971) född Grethe Gerda Kornstädt, tysk filmstjärna.
- Maria Fjodorovna (1759–1828), född Sofia Dorotea av Württemberg, kejsarinna av Ryssland.
- Artur Szulc (född 1976), polsk-svensk författare.

## Bildgalleri

Panorama över Szczecins hamn och floden Oder.

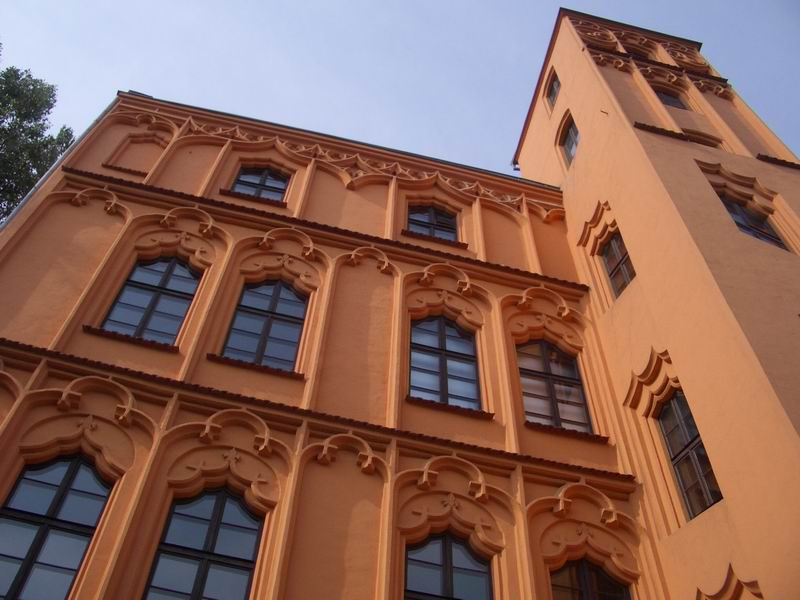
Loitzhuset
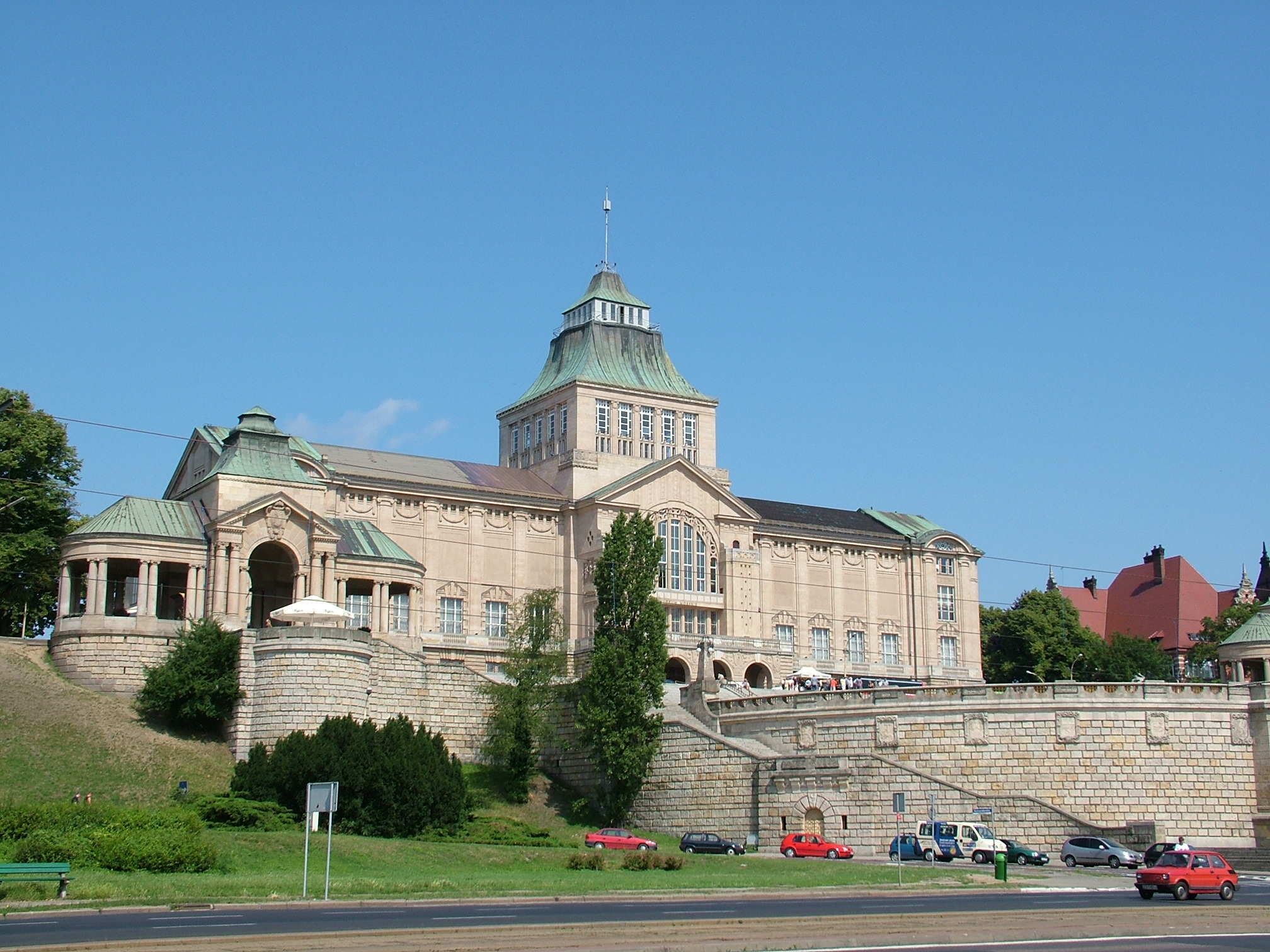
Havsmuseet
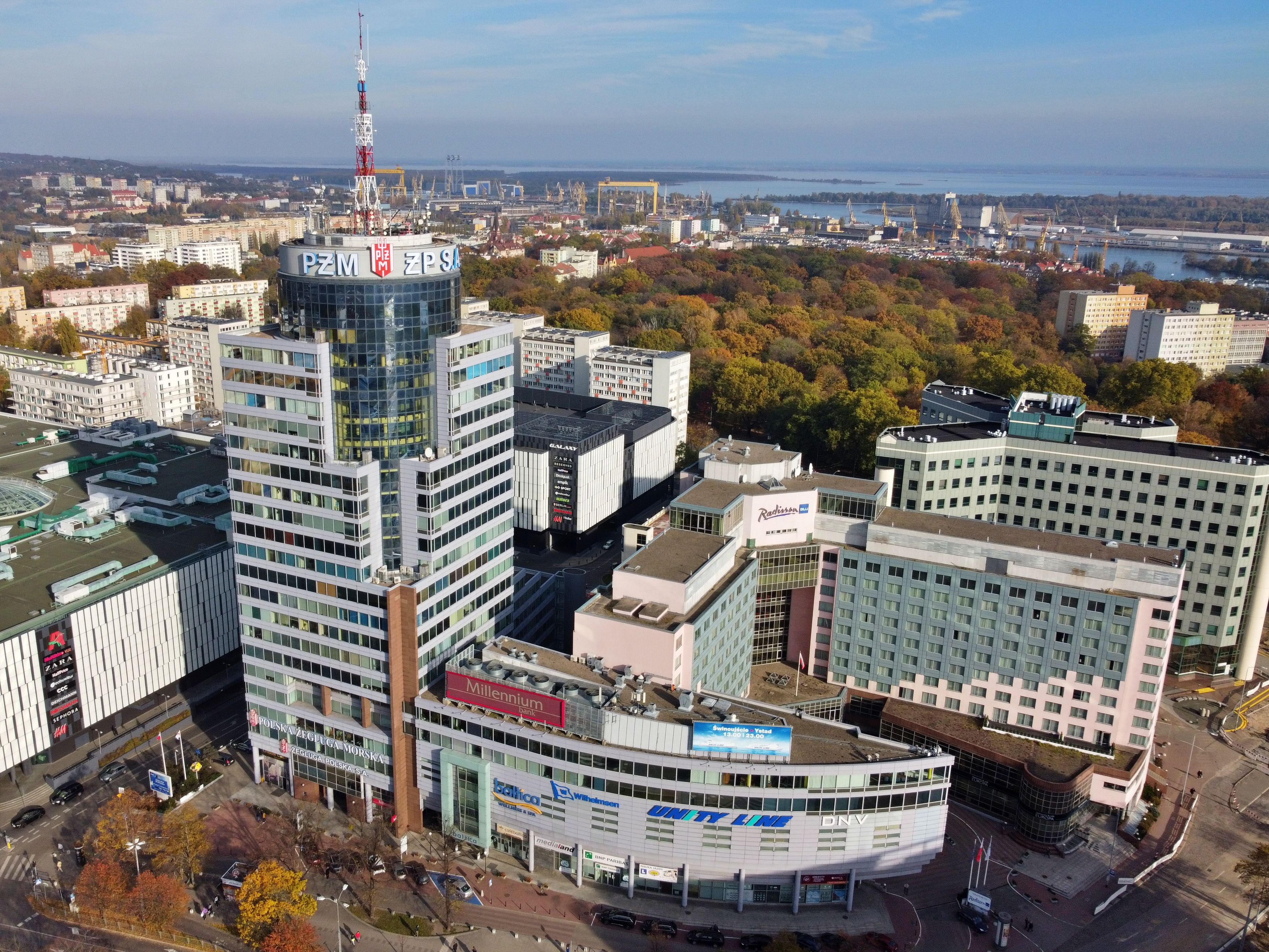
PAZIM
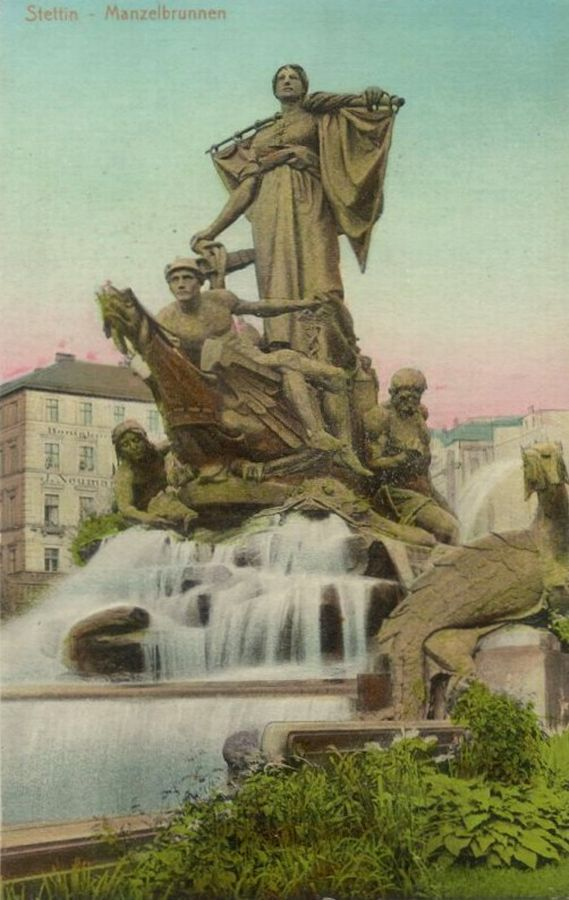
Sedinamonumentet (1899-1913)